# 冷光镜
冷光镜（Cold mirror）是一種介質鏡及分色滤光器，會反射光譜中所有可見光的頻段，並讓紅外線頻寬的光通過。冷光镜類似热反射镜，可以設計在入射角範圍介於0度至45度之間，其結構也是多層的介電質鍍膜，類似干涉滤光片 。冷光镜可以用在雷射系統的分色分光鏡，反射可見光，讓紅外線通過。